# Kan het niet alleen
Kan het niet alleen is een nummer van de Belgische band Clouseau uit 2014. Het is de tweede single van hun titelloze elfde studioalbum.
Het nummer is een ballad die gaat over een jongen die niet verder wil zonder zijn meisje. Het haalde in Vlaanderen de 2e positie in de Ultratip 100.